# Phacelia coulteri
Phacelia coulteri är en strävbladig växtart som beskrevs av Jesse More Greenman. Phacelia coulteri ingår i Faceliasläktet som ingår i familjen strävbladiga växter. Inga underarter finns listade i Catalogue of Life.